# Porsche Supercup 2015
Der Porsche Mobil 1 Supercup 2015 war die 23. Saison des Porsche Supercups, sie umfasste neun Rennen. Die Saison begann am 10. Mai in Barcelona und endete am 25. Oktober in Austin.

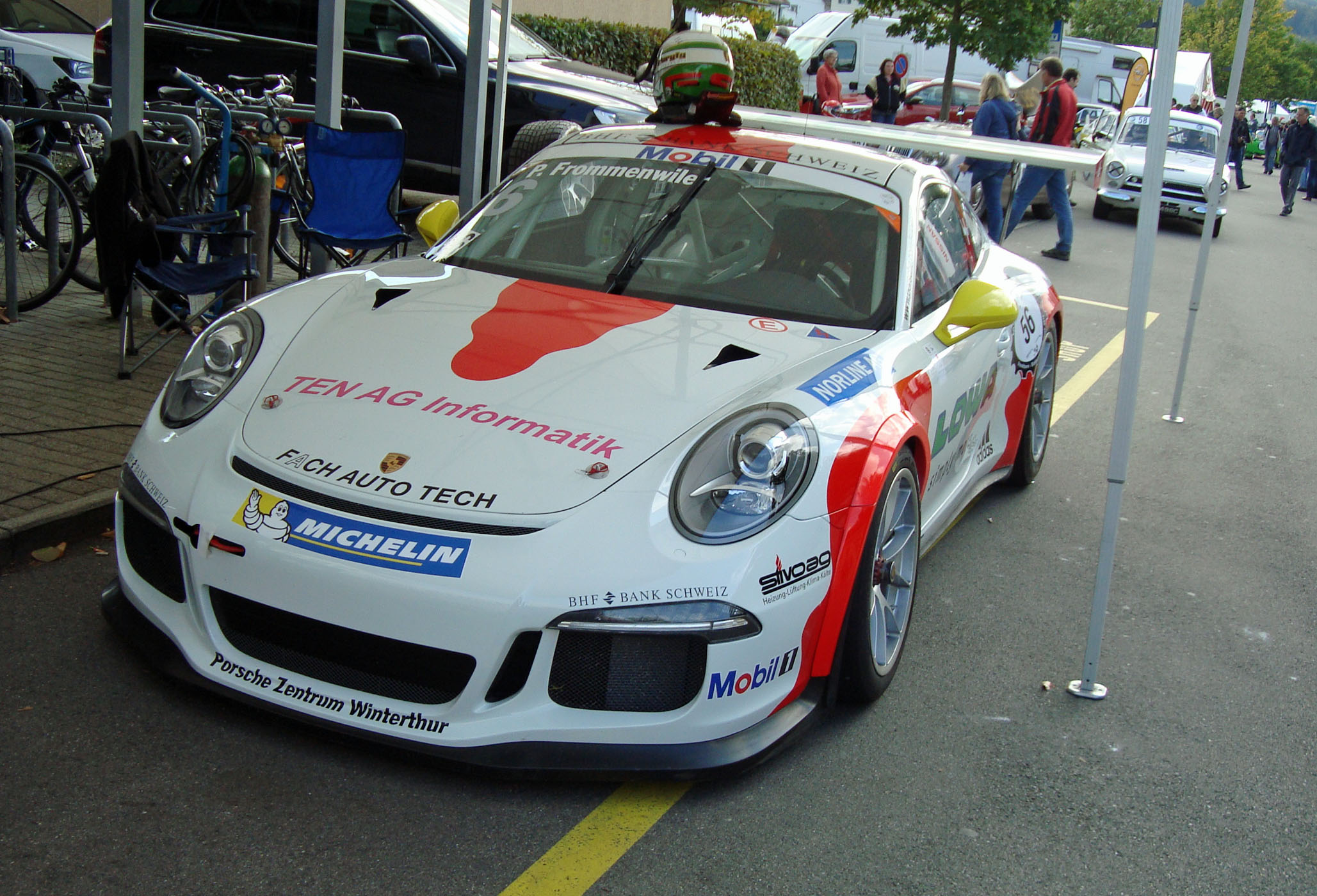
Der Porsche 911 GT3 von Philipp Frommenwiler (Fach Auto Tech)

## Teams und Fahrer
| Team                           | Startnummer | Fahrer                    | Rennen      |
| ------------------------------ | ----------- | ------------------------- | ----------- |
| VERVA Lechner Racing Team      | 1           | Kuba Giermaziak           | Alle        |
| VERVA Lechner Racing Team      | 2           | Connor De Phillippi       | Alle        |
| VERVA Lechner Racing Team      | 3           | Michael Avenatti          | 1–2         |
| VERVA Lechner Racing Team      | 3           | Ryan Cullen               | 4–8         |
| VERVA Lechner Racing Team      | 32          | Maximilian Werndl         | 1–2, 7–8    |
| Lechner Racing Middle East     | 4           | Sven Müller               | Alle        |
| Lechner Racing Middle East     | 5           | Michael Ammermüller       | Alle        |
| Lechner Racing Middle East     | 40          | Charlie Frijns            | 6           |
| Fach Auto Tech                 | 6           | Philipp Frommenwiler      | Alle        |
| Fach Auto Tech                 | 7           | Simon Trummer             | 1           |
| Fach Auto Tech                 | 7           | Jaap van Lagen            | 2           |
| Fach Auto Tech                 | 7           | Christopher Zöchling      | 3–8         |
| Förch Racing by Lukas MS       | 8           | Patrick Eisemann          | Alle        |
| Förch Racing by Lukas MS       | 9           | Chris Bauer               | Alle        |
| Förch Racing by Lukas MS       | 19          | Robert Lukas              | Alle        |
| Förch Racing by Lukas MS       | 57          | Santiago Creel            | 7–8         |
| MOMO Megatron Team PARTRAX     | 10          | Ben Barker                | Alle        |
| MOMO Megatron Team PARTRAX     | 11          | Sam Power                 | Alle        |
| MOMO Megatron Team PARTRAX     | 12          | Cameron Twynham           | 1–5         |
| MOMO Megatron Team PARTRAX     | 12          | Jonathan Summerton        | 6           |
| MOMO Megatron Team PARTRAX     | 12          | Jaap van Lagen            | 7           |
| MOMO Megatron Team PARTRAX     | 12          | Dylan Pereira             | 8           |
| MOMO Megatron Team PARTRAX     | 62          | Paul Rees                 | 8           |
| MRS GT-Racing                  | 14          | Christian Engelhart       | Alle        |
| MRS GT-Racing                  | 15          | Richard Goddard           | Alle        |
| Market Leader by Project 1     | 16          | Matteo Cairoli            | Alle        |
| Market Leader by Project 1     | 17          | Philipp Eng               | Alle        |
| Market Leader by Project 1     | 33          | Alexander Toril           | 1–2, 7      |
| Market Leader by Project 1     | 33          | Nico Menzel               | 5–6         |
| Market Leader by Project 1     | 33          | Colin Thompson            | 8           |
| Speed Lover & Alleure          | 18          | Jean Glorieux             | Alle        |
| Speed Lover & Alleure          | 20          | Pierre Piron              | 1–2, 4, 6–8 |
| Speed Lover & Alleure          | 20          | Luca Rettenbacher         | 3           |
| Speed Lover & Alleure          | 25          | Carlos Rivas              | Alle        |
| Speed Lover & Alleure          | 34          | Roger Grouwels            | 2           |
| Martinet by Alméras            | 21          | Glauco Solieri            | Alle        |
| Martinet by Alméras            | 22          | Côme Ledogar              | Alle        |
| Martinet by Alméras            | 48          | Egidio Perfetti           | 6           |
| The Heart of Racing by Lechner | 23          | Alex Riberas              | Alle        |
| The Heart of Racing by Lechner | 24          | Jeffrey Schmidt           | Alle        |
| The Heart of Racing by Lechner | 40          | Pedro Piquet              | 3, 5        |
| Sébastien Loeb Racing          | 30          | Joffrey de Narda          | 1, 6        |
| Sébastien Loeb Racing          | 31          | Roar Lindland             | 1, 6–7      |
| Sébastien Loeb Racing          | 51          | Sébastien Loeb            | 6           |
| Sébastien Loeb Racing          | 51          | Maxime Jousse             | 7           |
| Konrad Motorsport              | 35          | Rolf Ineichen             | 3           |
| Konrad Motorsport              | 36          | Nicolas Armindo           | 3           |
| LEM Racing                     | 37          | Aku Pellinen              | 3, 7        |
| LEM Racing                     | 38          | Matteo Torta              | 3, 7        |
| LEM Racing                     | 58          | Dasheng Zhang             | 7           |
| LEM Racing                     | 59          | Stefano Colombo           | 7           |
| Redline Racing                 | 41          | Daniel Cammish            | 4           |
| Redline Racing                 | 42          | Jack Falla                | 4           |
| Team Parker Racing             | 43          | Josh Webster              | 4           |
| Team Parker Racing             | 44          | Stephen Jelley            | 4           |
| Team Parker Racing             | 45          | Tom Sharp                 | 4           |
| IN2 Racing                     | 46          | Graeme Mundy              | 4           |
| IN2 Racing                     | 47          | Jake Hill                 | 4           |
| Land Motorsport                | 49          | Wolf Nathan               | 6, 8        |
| Land Motorsport                | 50          | Peter Scharmach           | 6           |
| Land Motorsport                | 50          | Mikkel Overgaard Pedersen | 8           |
| Land Motorsport                | 52          | Jaap van Lagen            | 6           |
| Antonelli Motorsport           | 53          | Sergio Negroni            | 7           |
| Antonelli Motorsport           | 54          | Riccardo Agostini         | 7           |
| Antonelli Motorsport           | 60          | Alberto Cerqui            | 7           |
| Team Dinamic                   | 55          | Mattia Drudi              | 7           |
| Team Dinamic                   | 56          | Lorenzo Bontempelli       | 7           |
| Team Dinamic                   | 61          | Alex de Giacomi           | 7           |
| Porsche AG                     | 911         | Johnny Herbert            | 5           |
| Porsche AG                     | 911         | Patrick Dempsey           | 6           |

## Rennkalender
| Nr. | Datum         | Rennstrecke       | Sieger               | Zweiter             | Dritter              | Pole-Position       | Schnellste Runde    |
| --- | ------------- | ----------------- | -------------------- | ------------------- | -------------------- | ------------------- | ------------------- |
| 01. | 10. Mai       | Barcelona         | Michael Ammermüller  | Kuba Giermaziak     | Christian Engelhart  | Michael Ammermüller | Michael Ammermüller |
| 02. | 24. Mai       | Monte Carlo       | Jaap van Lagen       | Philipp Eng         | Ben Barker           | Jaap van Lagen      | Jaap van Lagen      |
| 03. | 21. Juni      | Spielberg         | Christopher Zöchling | Philipp Eng         | Alex Riberas         | Connor De Phillippi | Michael Ammermüller |
| 04. | 05. Juli      | Silverstone       | Philipp Eng          | Alex Riberas        | Michael Ammermüller  | Philipp Eng         | Alex Riberas        |
| 05. | 26. Juli      | Mogyoród          | Sven Müller          | Côme Ledogar        | Christian Engelhart  | Sven Müller         | Sven Müller         |
| 06. | 22. August    | Spa-Francorchamps | Sven Müller          | Philipp Eng         | Christopher Zöchling | Michael Ammermüller | Sven Müller         |
| 06. | 23. August    | Spa-Francorchamps | Philipp Eng          | Sven Müller         | Christian Engelhart  | Alex Riberas        | Philipp Eng         |
| 07. | 05. September | Monza             | Sven Müller          | Matteo Cairoli      | Michael Ammermüller  | Michael Ammermüller | Sven Müller         |
| 07. | 06. September | Monza             | Sven Müller          | Matteo Cairoli      | Michael Ammermüller  | Matteo Cairoli      | Sven Müller         |
| 08. | 24. Oktober   | Austin            | abgesagt             |                     |                      | Sven Müller         |                     |
| 08. | 25. Oktober   | Austin            | Alex Riberas         | Michael Ammermüller | Sven Müller          | Sven Müller         | Alex Riberas        |

## Rennberichte

### 1. Lauf: Barcelona (Spanien)
Mit einem Sieg in Barcelona setzte sich Michael Ammermüller, mit einem 460 PS starken Porsche 911 GT3 Cup des Teams Lechner Racing Middle East, gegen die internationale Konkurrenz durch. Den Grundstein zum Start-Ziel-Sieg legte der 29-Jährige mit der Pole-Position am Samstag. Nach dem Start platzierte sich der Franzose Côme Ledogar (Martinet by Alméras), der 2014 den französischen Porsche-Carrera-Cup gewann, auf den zweiten Rang. Mit einem Blitzstart schob sich Kuba Giermaziak (VERVA Lechner Racing Team) von Startplatz neun auf den dritten Platz nach vorne. Die beiden Porsche-Junioren Sven Müller (Lechner Racing Middle East) und Connor De Phillippi (VERVA Lechner Racing Team) kollidierten in der ersten Runde, was zu einer Safety-Car-Phase führte. Nach zwei Runden bog das Safety-Car in die Boxenstraße ab und das Rennen wurde wieder freigegeben. Ammermüller fuhr vorne weg und erarbeitete sich einen Vorsprung. Dahinter gab es mehrere spannende Positionskämpfe. In der sechsten Runde ging Giermaziak an Ledogar vorbei und sicherte sich den zweiten Platz. Christian Engelhart (MRS GT-Racing) fuhr auf den dritten Rang vor Philipp Eng (Market Leader Team by Project 1).

### 2. Lauf: Monte Carlo (Monaco)
Von der Pole-Position aus gestartet ließ sich Jaap van Lagen den Vorteil nicht nehmen und bog als Erster in die Sainte-Dévote-Kurve ein. Philipp Eng behauptete dahinter den zweiten Rang. Christian Engelhart, der von der dritten Position startete, streifte in der ersten Runde eine Leitplanke und verlor einen Platz an Ben Barker. Mit leicht beschädigtem Fahrzeug konnte Engelhart das Rennen auf dem vierten Rang fortsetzen.
Nach einem Unfall in der siebten Runde, bei dem drei Fahrzeuge beteiligt waren, musste das Safety-Car auf die Strecke. Das Fahrerfeld rückte wieder zusammen, doch auf dem verwinkelten Stadtkurs konnte nach dem Neustart kein Fahrer der Spitzengruppe ein Überholmanöver ausführen. So lautete die Reihenfolge nach der Zielflagge van Lagen vor Eng.
In der Meisterschaft führt Michael Ammermüller, der Fünfter wurde, punktegleich mit Philipp Eng.

### 3. Lauf: Spielberg (Österreich)
Gleich zu Beginn des Rennens wurde das Fahrerfeld hinter Connor De Phillippi, der von der Pole-Position aus startete, durcheinandergewirbelt. De Philippi erwischte einen guten Start und setzte sich an die Spitze. Der auf Rang zwei fahrende Philipp Eng wurde von Sven Müller und Michael Ammermüller in ein Überholmanöver verwickelt, was Eng drei Ränge kostete.
Christopher Zöchling konnte am Start zwei Positionen gut machen, er reihte sich als Dritter ins Feld ein. Während der 16 Rennrunden kam es immer wieder zu spannenden Zweikämpfen. Zöchling arbeitete sich an die Spitze vor und konnte in der sechsten Runde De Phillippi überholen. Auch Eng kämpfte sich wieder nach vorne und ab dem siebten Umlauf fuhren die beiden Österreicher auf den Plätzen eins und zwei. Zöchling gewann erstmals ein Rennen im Porsche-Supercup. Der 27-Jährige siegte in Spielberg für das Team Fach. Den dritten Platz belegte der Spanier Alex Riberas. Eng setzte sich alleine an die Spitze der Gesamtwertung im Porsche-Supercup, nachdem er nach dem Rennen in Monaco punktegleich war mit Ammermüller.

### 4. Lauf: Silverstone (Großbritannien)
Insgesamt 31 Teilnehmer aus 13 Nationen starteten am Freitag in das Porsche-Supercup-Wochenende. Am Sonntag hieß der Sieger Philipp Eng. Er sicherte sich die Pole-Position und gewann am Sonntag das Rennen. Seit dem Saisonauftakt in Barcelona steigerte sich Eng kontinuierlich. Im ersten Rennen belegte er den vierten Rang, in Monaco und Spielberg wurde er jeweils Zweiter und in Silverstone konnte er den ersten Saisonsieg einfahren.
Eine gute Leistung zeigte Alex Riberas. Als Schnellster im freien Training und Zweitschnellster im Qualifying setzte der Lechner-Pilot im Rennen den vor ihm fahrenden Eng immer wieder unter Druck und er kam bis auf 0,3 Sekunden heran. Nach dem dritten Rang in Spielberg konnte Riberas mit dem zweiten Platz sein bestes Saisonergebnis erzielen und er schob sich in der Meisterschaftstabelle vom vierten auf den zweiten Rang nach vorne.
Michael Ammermüller, der vom dritten Startplatz aus ins Rennen ging, komplettierte das Siegerpodest als Dritter. In der Gesamtwertung ist er ebenfalls auf dem dritten Rang. Ben Barker wurde Vierter, er verwies Christian Engelhart auf den fünften Rang.

### 5. Lauf: Hungaroring (Ungarn)
Sven Müller gelang ein guter Start aus der Pole-Position und er setzte sich auch gleich vom Feld ab in den ersten Runden. Côme Ledogar preschte am Start nach vorne, er konnte Christian Engelhart und Michael Ammermüller überholen. Somit waren die Spitzenpositionen bereits bezogen. Müller baute den Vorsprung immer weiter aus und fuhr seinem insgesamt zweiten Supercup-Sieg entgegen. Hinter dem Porsche-Junior kämpfte Ledogar mit Engelhart, wobei sich Ledogar durchsetzte.
Kuba Giermaziak ging in der letzten von 14 Runden an Alex Riberas vorbei. Giermaziak wurde Vierter, Riberas belegte mit zwei Tausendstel-Sekunden Rückstand den fünften Rang. Der Führende der Gesamtwertung, Philipp Eng sah als Sechster die Zielflagge.
Insgesamt starteten an diesem Wochenende in Ungarn 25 Teilnehmer aus 14 Nationen. Unter ihnen auch der 17 Jahre alte Pedro Piquet, Sohn des dreifachen Formel-1-Weltmeisters Nelson Piquet. Pedro fiel aufgrund einer Kollision nach sechs Runden aus.

### 6. Lauf: Spa I (Belgien)
Auf der rund sieben Kilometer langen Strecke sicherte sich Michael Ammermüller (Lechner) am Samstagmittag die Pole-Position. Nach dem Start lag Ammermüller in Führung. Bereits in der dritten Runde wurde er langsamer und schlug wenig später, wegen eines technischen Defekts, in einen Reifenstapel ein. Das Safety-Car musste ausrücken und als das Rennen in der sechsten Runde wieder freigegeben wurde, blieb die Spitze dicht zusammen. Müller, der vom vierten Rang aus gestartet war, lag bereits hinter Eng auf Position zwei. Müller setzte in der siebten Runde zum Überholen an, Eng verbremste sich und Müller zog vorbei. Sven Müller setzte sich gegen 32 Konkurrenten durch und fuhr nach seinem Erfolg in Budapest zu seinem zweiten Saisonsieg in Spa. Die Ränge zwei und drei belegten Philipp Eng (Market Leader) und Christopher Zöchling (Fach Auto Tech).
Eng führte nach sechs von elf Läufen mit 98 Zählern weiterhin die Meisterschaftstabelle vor Christian Engelhart (82 Punkte) und Alex Riberas (74 Punkte) an.

### 7. Lauf: Spa II (Belgien)
Die Zuschauer auf den gut gefüllten Tribünen sahen über mehrere Runden eine dicht zusammenliegende Spitzengruppe. Philipp Eng wurde bereits nach dem Start von Sven Müller attackiert. Der Porsche-Junior versuchte immer wieder an Eng vorbeizukommen, doch dieser blieb vorne. Nachdem Gaststarter Sébastien Loeb bereits wenige Meter nach dem Start mit einem technischen Problem ausrollte, wurde das Safety-Car für eine Runde auf die Strecke geschickt. Eng beschleunigte früh beim Neustart, Müller blieb dran, kam aber nicht vorbei.
Christian Engelhart fuhr mit Rang drei wichtige Meisterschaftspunkte ein. Er liegt nach den Rennen in Spa auf dem zweiten Rang in der Gesamtwertung hinter Eng und vor Alex Riberas, der auf dem siebten Rang ins Ziel kam.

### 8. Lauf: Monza I (Italien)
Auf der 5,793 Kilometer langen Hochgeschwindigkeitsstrecke stand die Abendsonne bereits tief, als der Start zum achten Saisonlauf erfolgte in Monza. Michael Ammermüller, der von der Pole-Position aus ins Rennen ging, musste sich auf den ersten Metern dem einheimischen Matteo Cairoli geschlagen geben. Im hinteren Feld kam es zu mehreren Kollisionen, die eine Safety-Car-Phase nach der ersten Rennrunde erforderlich machte. Der in Führung liegende Cairoli blieb nach dem Neustart in Führung bis zur zehnten Runde. Sven Müller konnte danach, nach einem kleinen Fahrfehler von Cairoli in der zweiten Lesmo-Kurve, in Führung gehen.
Das erste Ergebnis von Monza ließ die Meisterschaftstabelle enger zusammenrücken. Nach Müller, Cairoli und Ammermüller fuhr Côme Ledogar als Vierter über die Ziellinie. Robert Lukas wurde fünfter vor dem Meisterschaftsführenden Philipp Eng (128 Punkte). Alex Riberas (92 Punkte) sammelte mit dem siebten Rang wichtige Meisterschaftspunkte. Christian Engelhart (106 Punkte) wurde Achter.

### 9. Lauf: Monza II (Italien)
Die herausfordernden Kurven und die langen Geraden mit Geschwindigkeiten von bis zu 280 km/h wurden zum Gradmesser für die 37 Fahrer. Matteo Cairoli und Sven Müller, die von den Plätzen eins und zwei starteten, erwischten einen guten Start, doch Müller gewann die entscheidenden Zentimeter und setzte sich an die Spitze des Feldes. Fehlerfrei absolvierte er 14 Runden und baute seinen Vorsprung zwischenzeitlich bis auf 4,9 Sekunden aus. Michael Ammermüller überquerte als Dritter die Ziellinie und wahrte mit den so gewonnenen Punkten die Chance, bei den Spitzenplätzen in der Gesamtwertung bis zum Saisonende in Austin mitzufahren.
Nach dem Monza-Wochenende kam Müller in der Gesamtwertung auf den dritten Rang nach vorne. Philipp Eng führt die Tabelle mit 137 Punkten an. Dahinter lagen Christian Engelhart mit 120 und Müller mit 110 Punkten. Mit 106 Punkten folgte Ammermüller auf dem vierten Rang.

### 10. Lauf: Austin I (USA)
Wegen starkem Regen konnte das erste Rennen in Austin nicht gestartet werden.

### 11. Lauf: Austin II (USA)
Nachdem der zehnte von elf Rennläufen am Samstag aufgrund starker Regenfälle ersatzlos gestrichen wurde, verlief am Sonntag alles planmäßig. Sven Müller startete von der Pole-Position und Alex Riberas von der zweiten Position. Sie fuhren bei strömendem Regen zunächst gemeinsam mit den anderen 28 Fahrzeugen zwei Runden hinter dem Safety-Car. Als das Rennen freigegeben wurde, gelang es Müller nicht, sich von seinem Lechner-Teamkollegen Riberas abzusetzen. Auf der rutschigen Fahrbahn, auf der viel Wasser stand, attackierte Riberas den Spitzenreiter immer wieder und ging in der sechsten Runde an ihm vorbei. Riberas gewann sein erstes Rennen in dieser Serie. Nachdem im achten Umlauf Michael Ammermüller an Müller vorbeifuhr, waren die Positionen bezogen für das Siegerpodium. Hinter Müller lieferte Jeffrey Schmidt ein gutes Rennen ab und belegte den vierten Rang. Der einheimische Connor De Phillippi wurde Fünfter vor Ben Barker. Christopher Zöchling sah als Siebter vor dem neuen Meister Philipp Eng die Zielflagge.

## Gesamtwertung

### Punkteverteilung
| Punkteverteilung | Punkteverteilung | Punkteverteilung | Punkteverteilung | Punkteverteilung | Punkteverteilung | Punkteverteilung | Punkteverteilung | Punkteverteilung | Punkteverteilung | Punkteverteilung | Punkteverteilung | Punkteverteilung | Punkteverteilung | Punkteverteilung | Punkteverteilung |
| ---------------- | ---------------- | ---------------- | ---------------- | ---------------- | ---------------- | ---------------- | ---------------- | ---------------- | ---------------- | ---------------- | ---------------- | ---------------- | ---------------- | ---------------- | ---------------- |
| Pos              | 1                | 2                | 3                | 4                | 5                | 6                | 7                | 8                | 9                | 10               | 11               | 12               | 13               | 14               | 15               |
| Punkte           | 20               | 18               | 16               | 14               | 12               | 10               | 9                | 8                | 7                | 6                | 5                | 4                | 3                | 2                | 1                |

### Fahrer-Meisterschaft
| Pos                                | Fahrer                    | CAT | MON | RBR | SIL | HUN | SPA | SPA | MNZ | MNZ | COA | COA | Punkte |
| ---------------------------------- | ------------------------- | --- | --- | --- | --- | --- | --- | --- | --- | --- | --- | --- | ------ |
| 1                                  | Philipp Eng               | 4   | 2   | 2   | 1   | 6   | 2   | 1   | 6   | 7   | C   | 8   | 145    |
| 2                                  | Sven Müller               | DNF | 10  | 10  | DNF | 1   | 1   | 2   | 1   | 1   | C   | 3   | 126    |
| 3                                  | Michael Ammermüller       | 1   | 5   | 9   | 3   | 7   | DNF | 6   | 3   | 3   | C   | 2   | 124    |
| 4                                  | Christian Engelhart       | 3   | 4   | 5   | 5   | 3   | 5   | 3   | 8   | 4   | C   | 13  | 124    |
| 5                                  | Alex Riberas              | 5   | 6   | 3   | 2   | 5   | 11  | 7   | 7   | 6   | C   | 1   | 122    |
| 6                                  | Christopher Zöchling      |     |     | 1   | 7   | 10  | 3   | 4   | 9   | 5   | C   | 7   | 93     |
| 7                                  | Matteo Cairoli            | 14  | 8   | 7   | 6   | 11  | 8   | DNF | 2   | 2   | C   | 11  | 83     |
| 8                                  | Côme Ledogar              | 6   | 12  | 11  | 8   | 2   | 4   | DNF | 4   | 8   | C   | DSQ | 81     |
| 9                                  | Ben Barker                | 9   | 3   | 19  | 4   | 12  | 6   | 8   | DNF | DNS | C   | 6   | 69     |
| 10                                 | Jeffrey Schmidt           | 8   | 14  | 16  | 10  | 9   | 7   | 5   | 32  | 9   | C   | 4   | 67     |
| 11                                 | Kuba Giermaziak           | 2   | 9   | 12  | 11  | 4   | 9   | 14  | DNF | 13  | C   | DNF | 63     |
| 12                                 | Connor De Phillippi       | 11  | 7   | 4   | 14  | 13  | 18  | 9   | 17  | 11  | C   | 5   | 63     |
| 13                                 | Robert Lukas              | 7   | DNF | 6   | DNF | 8   | 14  | DNF | 5   | 35  | C   | 9   | 51     |
| 14                                 | Philipp Frommenwiler      | 13  | 11  | 8   | 13  | 14  | DNF | 10  | DNF | 10  | C   | 10  | 40     |
| 15                                 | Jaap van Lagen            |     | 1   |     |     |     | 12  | 27  | 15  | 12  |     |     | 29     |
| 16                                 | Richard Goddard           | 17  | 15  | 15  | 12  | 15  | 16  | 24  | 13  | 15  | C   | 18  | 21     |
| 17                                 | Sam Power                 | 10  | 13  | 14  | 18  | DNF | 15  | DNF | DNF | DNS | C   | 14  | 21     |
| 18                                 | Ryan Cullen               |     |     |     | DNF | DNF | 19  | 12  | 20  | 22  | C   | 15  | 10     |
| 19                                 | Patrick Eisemann          | DNF | DNF | 18  | 25  | 17  | 21  | 15  | 18  | 26  | C   | 17  | 7      |
| 20                                 | Cameron Twynham           | 12  | 16  | 21  | 19  | 16  |     |     |     |     |     |     | 5      |
| 21                                 | Jonathan Summerton        |     |     |     |     |     | 17  | 19  |     |     |     |     | 3      |
| 22                                 | Carlos Rivas              | 21  | DNF | 25  | 22  | 20  | 23  | 16  | 28  | 33  | C   | 22  | 2      |
| 23                                 | Chris Bauer               | 20  | DNF | 24  | 21  | 18  | 27  | DNF | 23  | 23  | C   | 19  | 1      |
| 24                                 | Alexander Toril           | 16  | 21  |     |     |     |     |     | DNF | DSQ |     |     | 0      |
| 25                                 | Pierre Piron              | 18  | 17  |     | 23  |     | 26  | 20  | 27  | 31  | C   | 23  | 0      |
| 26                                 | Jean Glorieux             | 23  | 19  | 23  | 24  | 19  | DNS | DNS | 30  | 25  | C   | 21  | 0      |
| 27                                 | Glauco Solieri            | 24  | 20  | 26  | 27  | 21  | 25  | 26  | 25  | 27  | C   | DSQ | 0      |
| 28                                 | Simon Trummer             | 22  |     |     |     |     |     |     |     |     |     |     | 0      |
| 29                                 | Luca Rettenbacher         |     |     | 22  |     |     |     |     |     |     |     |     | 0      |
| 30                                 | Michael Avenatti          | 25  | DNS |     |     |     |     |     |     |     |     |     | 0      |
| 31                                 | Nico Menzel               |     |     |     |     | DSQ | 31  | 25  |     |     |     |     | 0      |
| 32                                 | Colin Thompson            |     |     |     |     |     |     |     |     |     | C   | DNF | 0      |
| Gastfahrer ohne Anrecht auf Punkte |                           |     |     |     |     |     |     |     |     |     |     |     |        |
|                                    | Daniel Cammish            |     |     |     | 9   |     |     |     |     |     |     |     | 0      |
|                                    | Joffrey de Narda          | DNF |     |     |     |     | 10  | 13  |     |     |     |     | 0      |
|                                    | Riccardo Agostini         |     |     |     |     |     |     |     | 10  | 17  |     |     | 0      |
|                                    | Mattia Drudi              |     |     |     |     |     |     |     | 11  | 16  |     |     | 0      |
|                                    | Charlie Frijns            |     |     |     |     |     | 22  | 11  |     |     |     |     | 0      |
|                                    | Alberto Cerqui            |     |     |     |     |     |     |     | 12  | 19  |     |     | 0      |
|                                    | Paul Rees                 |     |     |     |     |     |     |     |     |     | C   | 12  | 0      |
|                                    | Sébastien Loeb            |     |     |     |     |     | 13  | DNF |     |     |     |     | 0      |
|                                    | Rolf Ineichen             |     |     | 13  |     |     |     |     |     |     |     |     | 0      |
|                                    | Maxime Jousse             |     |     |     |     |     |     |     | 14  | 14  |     |     | 0      |
|                                    | Maximilian Werndl         | 15  | 18  |     |     |     |     |     | 24  | 24  | C   | 16  | 0      |
|                                    | Stephen Jelley            |     |     |     | 15  |     |     |     |     |     |     |     | 0      |
|                                    | Stefano Colombo           |     |     |     |     |     |     |     | 16  | DNF |     |     | 0      |
|                                    | Jake Hill                 |     |     |     | 16  |     |     |     |     |     |     |     | 0      |
|                                    | Roar Lindland             | 19  |     |     |     |     | 24  | 17  | 26  | 20  |     |     | 0      |
|                                    | Josh Webster              |     |     |     | 17  |     |     |     |     |     |     |     | 0      |
|                                    | Nicolas Armindo           |     |     | 17  |     |     |     |     |     |     |     |     | 0      |
|                                    | Dasheng Zhang             |     |     |     |     |     |     |     | 19  | 18  |     |     | 0      |
|                                    | Egidio Perfetti           |     |     |     |     |     | 20  | 18  |     |     |     |     | 0      |
|                                    | Santiago Creel            |     |     |     |     |     |     |     | 29  | 28  | C   | 20  | 0      |
|                                    | Aku Pellinen              |     |     | 20  |     |     |     |     | 31  | 29  |     |     | 0      |
|                                    | Tom Sharp                 |     |     |     | 20  |     |     |     |     |     |     |     | 0      |
|                                    | Alex de Giacomi           |     |     |     |     |     |     |     | 22  | 21  |     |     | 0      |
|                                    | Wolf Nathan               |     |     |     |     |     | 28  | 21  |     |     | C   | DNF | 0      |
|                                    | Lorenzo Bontempelli       |     |     |     |     |     |     |     | 21  | 34  |     |     | 0      |
|                                    | Peter Scharmach           |     |     |     |     |     | 30  | 22  |     |     |     |     | 0      |
|                                    | Patrick Dempsey           |     |     |     |     |     | 29  | 23  |     |     |     |     | 0      |
|                                    | Graeme Mundy              |     |     |     | 26  |     |     |     |     |     |     |     | 0      |
|                                    | Pedro Piquet              |     |     | 27  |     | DSQ |     |     |     |     |     |     | 0      |
|                                    | Matteo Torta              |     |     | 28  |     |     |     |     | DNF | 32  |     |     | 0      |
|                                    | Sergio Negroni            |     |     |     |     |     |     |     | DNF | 30  |     |     | 0      |
|                                    | Mikkel Overgaard Pedersen |     |     |     |     |     |     |     |     |     | C   | DSQ | 0      |
|                                    | Dylan Pereira             |     |     |     |     |     |     |     |     |     | C   | DNF | 0      |
|                                    | Roger Grouwels            |     | DNS |     |     |     |     |     |     |     |     |     | 0      |
|                                    | Jack Falla                |     |     |     | PO  |     |     |     |     |     |     |     | 0      |
|                                    | Johnny Herbert            |     |     |     |     | PO  |     |     |     |     |     |     | 0      |
| Pos                                | Fahrer                    | CAT | MON | RBR | SIL | HUN | SPA | SPA | MNZ | MNZ | COA | COA | Punkte |

| Legende  | Legende            | Legende                                                          |
| Farbe    | Abkürzung          | Bedeutung                                                        |
| -------- | ------------------ | ---------------------------------------------------------------- |
| Gold     | –                  | Sieg                                                             |
| Silber   | –                  | 2. Platz                                                         |
| Bronze   | –                  | 3. Platz                                                         |
| Grün     | –                  | Platzierung in den Punkten                                       |
| Blau     | –                  | Klassifiziert außerhalb der Punkteränge                          |
| Violett  | DNF                | Rennen nicht beendet (did not finish)                            |
| Violett  | NC                 | nicht klassifiziert (not classified)                             |
| Rot      | DNQ                | nicht qualifiziert (did not qualify)                             |
| Rot      | DNPQ               | in Vorqualifikation gescheitert (did not pre-qualify)            |
| Schwarz  | DSQ                | disqualifiziert (disqualified)                                   |
| Weiß     | DNS                | nicht am Start (did not start)                                   |
| Weiß     | WD                 | zurückgezogen (withdrawn)                                        |
| Hellblau | PO                 | nur am Training teilgenommen (practiced only)                    |
| Hellblau | TD                 | Freitags-Testfahrer (test driver)                                |
| ohne     | DNP                | nicht am Training teilgenommen (did not practice)                |
| ohne     | INJ                | verletzt oder krank (injured)                                    |
| ohne     | EX                 | ausgeschlossen (excluded)                                        |
| ohne     | DNA                | nicht erschienen (did not arrive)                                |
| ohne     | C                  | Rennen abgesagt (cancelled)                                      |
| ohne     | keine WM-Teilnahme |                                                                  |
| sonstige | P/fett             | Pole-Position                                                    |
| sonstige | 1/2/3/4/5/6/7/8    | Punktplatzierung im Sprint-/Qualifikationsrennen                 |
| sonstige | SR/kursiv          | Schnellste Rennrunde                                             |
| sonstige | *                  | nicht im Ziel, aufgrund der zurückgelegten Distanz aber gewertet |
| sonstige | ()                 | Streichresultate                                                 |
| sonstige | unterstrichen      | Führender in der Gesamtwertung                                   |

### Teamwertung
| Rang | Team                             | Punkte |
| ---- | -------------------------------- | ------ |
| 1    | Lechner Racing Middle East       | 250    |
| 2    | Market Leader Team by Project 1  | 229    |
| 3    | Team Projekt 1                   | 190    |
| 4    | Fach Auto Tech                   | 154    |
| 5    | MRS GT-Racing                    | 148    |
| 6    | VERVA Lechner Racing Team        | 129    |
| 7    | MOMO-Megatron Team PARTRAX       | 96     |
| 8    | Martinet by Alméras              | 83     |
| 9    | FÖRCH Racing by Lukas Motorsport | 60     |
| 10   | Speed Lover & Allure             | 8      |

Quelle: 